# ديلان سلفادور
ديلان سلفادور (بالفرنسية: Dylan Salvador)‏ هو ملاكم كيك بوكسينغ فرنسي، ولد في 20 مايو 1993 في ليون في فرنسا.

## وصلات خارجية
- ديلان سلفادور على موقع IMDb (الإنجليزية)